# Kard (együttes)
Kard (Kadeu (hangul: 카드)) stilizálva, mint K.A.R.D vagy KARD egy dél-koreai koedukált együttes, amit a DSP Media alapított. A csoport 4 tagból áll: Thehjong, Methju, Szomin és Dzsiu. A csoport hivatalosan a Hola Hola című középlemezével debütált 2017. július 19-én.

## Történetük

### Debütálás előtt
Somin korábban a DSP Media japán székhelyű Puretty lánycsoportjának tagja volt, amely két évvel a 2012-es debütálás után feloszlott. Később csatlakozott a Kara Projecthez, ahol a KARA új tagjává válásáért versenyzett, és a második helyen végzett.  2015. augusztus 24-én, a DSP Media új, April nevű lányegyüttes vezetőjeként debütált, de később kilépett a csoportból november 9-én.
Thehjong öt, Methju pedig négy és fél évig gyakornokoskodott a DSP Media alatt. A DSP Media azt tervezte, hogy hip-hop duóban debütálja őket, de később a tervek megváltoztak. A debütálás előtt Methju szerepelt Goo Hara La La La című dalában 2015-ös debütáló Alohara (Can You Feel It?) középlemezéről, valamint a Choco Chip Cookies című dalának zenei videójában, és élő előadásán táncpartnere volt.
A csoport utolsó tagja Jiwoo volt, aki két évig gyakornokoskodott az FNC Entertainmentnél, és 2016-ban átszerződött a DSP Media-hoz, ahol csak két hónapig gyakornokoskodott, mielőtt a KARD-ban debütált.

### 2016–2017: Projekt-kislemezek
2016. december 8-án a KARD hivatalos csatornája felfedte, hogy az első rejtett tag Jongdzsi volt, és  5 tag, köztük a rejtett tag, Jongdzsi élő közvetítést adott a V alkalmazásban. December 9-én jelent meg az Oh NaNa zenei videóelőzetese. 2016. december 13-án kiadták első projekt-kislemezüket Oh NaNa címmel, melyben Ho Jongdzsi szerepel "rejtett kártyaként". Három projekt kislemez kiadását tervezték hivatalos debütálásuk előtt.

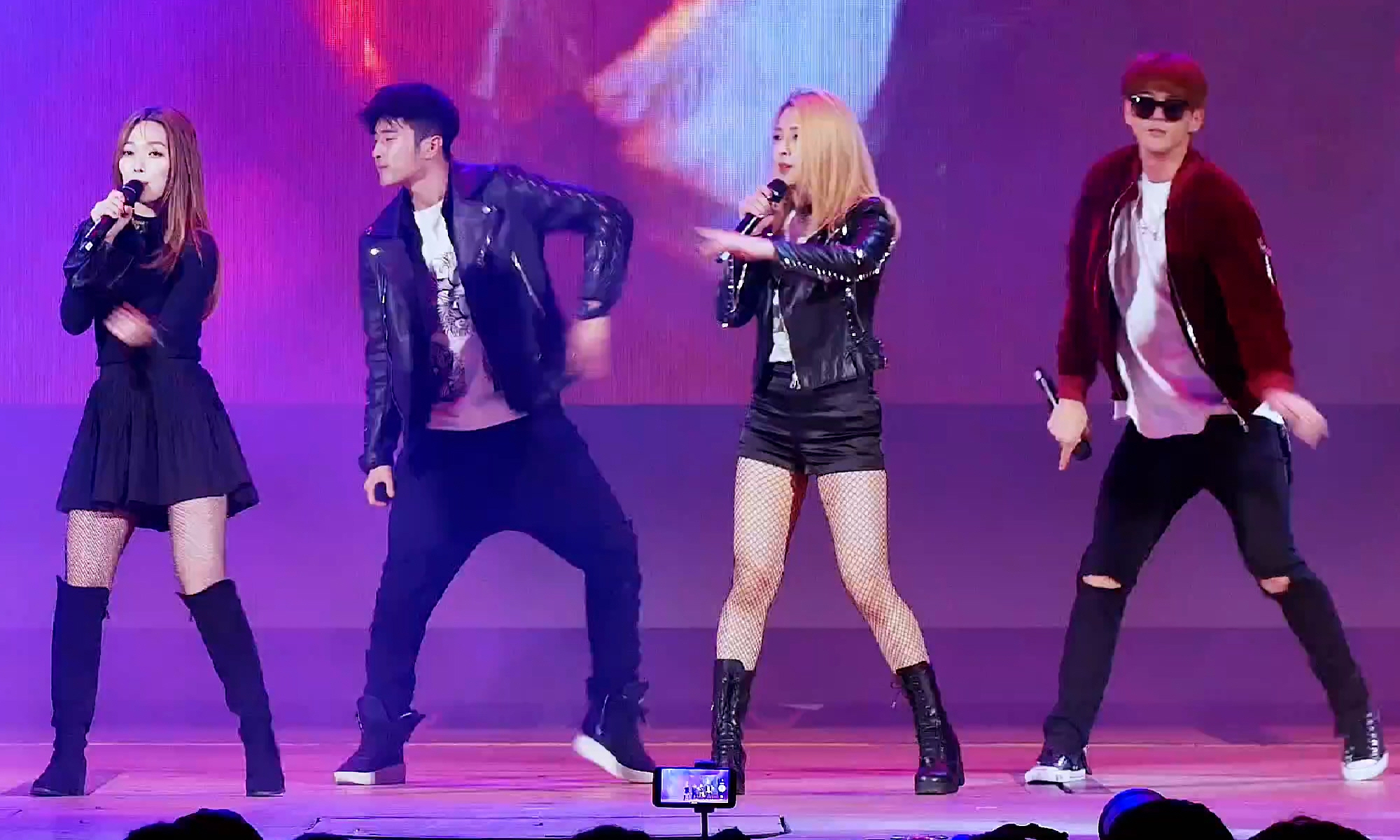
A csoport előadja az Oh NaNa-t

2017. január 19-én a Billboard kiválasztotta a KARD-ot a Top 5 K-Pop művészek közé, akiket 2017-ben érdemes figyelni. A következő, Don't Recall projekt-kislemezük 2017. február 16-án jelent meg, majd az angol verzió március 1-jén lett kiadva.
Április 21-én az LG Electronics kiválasztotta őket a G6 okostelefon globális nagykövetévé. Harmadik, Rumor projekt-kislemezük összes tartalma, beleértve a zenei videókat is, együttműködött az LG Electronics G6-tal. Harmadik és egyben utolsó projekt-kislemezük Rumor címmel április 24-én jelent meg. Megjelenése után a kislemez 13 országban az 1. helyen végzett az iTunes K-Pop listáin, és az Egyesült Államok, Délkelet-Ázsia és Európa legfontosabb iTunes-listáinak rangsorában állt. A csoport 2017. május 1. és június között tartotta első turnéját, az 1. „Wild KARD” turnét az Egyesült Államokban.

### 2017– jelen: Debütálás és turné
2017. július 19-én kiadták debütáló középlemezüket, a Hola Hola-t. A hat dalból álló középlemez tartalmazta korábbi projekt-kislemezeiket, valamint a Hola Hola címadó dalt. Hivatalos televíziós előadásukat július 19-én az M Countdown műsorban sugározták. Wild Kard turnéjukat 2017 szeptemberében rendezték, öt európai dátummal Londonban, Lisszabonban, Madridban, Milánóban és Rotterdamban, öt észak-amerikai dátummal Minneapolisban; Washington DC; New York City; Miami; és San Francisco. A csoport november 21-én jelentette meg második középlemezét, a You & Me-t, amelynek címadó dala a You In Me.

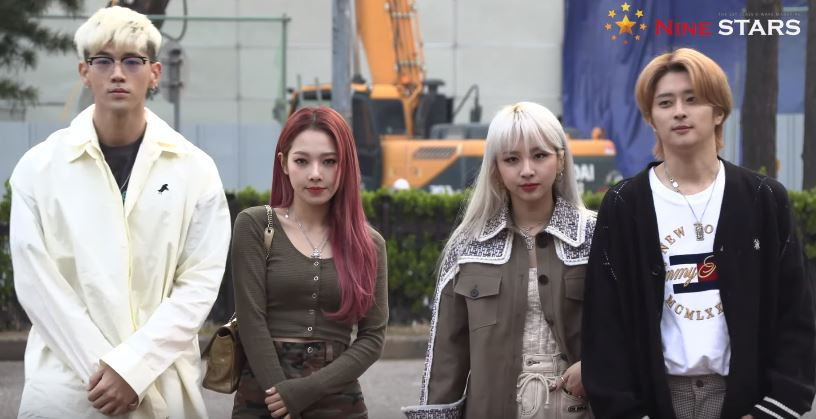
Kard 2019-ben

A csoport női tagjai, Szomin és Dzsiu, a Super Junior Replay (a nyolcadik koreai Play stúdióalbumuk újracsomagolt albuma) vezető kislemezének, a Lo Siento dalnak egy különleges változatában szerepeltek. Ez a verzió az album digitális változatában található. Az album 2018. április 12-én jelent meg. Szomin és Dzsiu csatlakoztak a Super Juniorhoz, hogy koreai zenei programokon lépjenek fel.
A KARD négy országban tartott turnét: Szingapúrban, Tajvanban, Hongkongban és a Fülöp-szigeteken. A KARD a South By Southwest (SXSW) előadáson is szerepelt 2018-ban. Ők voltak az egyetlen K-pop csoport a FUSE TV által kiválasztott '2018-as év várható csapatában'. A FUSE TV 16 csapatot választott ki, amelyek várhatóan 2018-ban szerepelnek az "SXSW" zenei fesztiválon, az Egyesült Államok legnagyobb zenei piacán résztvevő csapatok között. Április 14-én az indonéziai Jakartában, a Kasablanka csarnokban találkoztak a helyi rajongókkal a 2018. évi Wild Kard turné keretében. Két találkozót tartottak az ausztráliai Melbourne-ben április 26-án, az ausztráliai Sydney-ben pedig 29-én. 2018. július 25-én visszatértek a harmadik középlemezzel, a Ride On the Wind-del. Július 26-án az M Countdown műsorban visszatértek.
2019. augusztus 19-én tartották első szólókoncertjüket a dél-koreai debütálásuk után. Március 27-én visszatértek az első digitális kislemezükkel, a Bomb Bomb-bal. Szeptember 21-én ismét visszatértek a Dumb Litty-vel. A Billboard szerint a digitális eladások top 50-be kerültek.
November 6-án a KARD megjelent a Los Angeles-i Young Hollywood stúdióban, a Dumb Litty visszatérő dalukról beszélve, és a Mystery Box Challenge játékot játszva.
2020. február 12-én Kard kiadta negyedik középlemezét, a Red Moon-t.
2020. augusztus 26-án Kard kiadta első minialbumát, a Way with Words-et a címadó Gunshot dalukkal. Methju írta, komponálta és elrendezte a címadó dalt, és a többi tag is közreműködött a minialbumban.
2020. október 5-én Thehjong csendben bevonult kötelező katonai szolgálatába aktív katonaként.

## Tagok
- Kim Thehjong (hangul: 김태형?), művésznevén J.Seph (Cseiszep (hangul: 제이셉?))
- Kim Methju (hangul: 김매튜?), művésznevén BM (Biem (hangul: 비엠?))
- Cson Szomin (hangul: 전소민?)
- Cson Dzsiu (hangul: 전지우?)

## Diszkográfia

### Középlemezek
| Cím                                                               | Album részletei                                                                            | Toplistás helyezések | Toplistás helyezések | Toplistás helyezések | Toplistás helyezések | Eladási adatok |
| Cím                                                               | Album részletei                                                                            | KOR                  | FRA Down             | US Heat              | US World             | Eladási adatok |
| ----------------------------------------------------------------- | ------------------------------------------------------------------------------------------ | -------------------- | -------------------- | -------------------- | -------------------- | -------------- |
| Hola Hola                                                         | - Kiadás dátuma: 2017. július 19. - Kiadó: DSP Media - Formátumok: CD, digitális letöltés  | 2                    | 171                  | 25                   | 3                    | - KOR: 18,343  |
| You & Me                                                          | - Kiadás dátuma: 2017. november 21 - Kiadó: DSP Media - Formátumok: CD, digitális letöltés | 8                    | 170                  | 17                   | 4                    | - KOR: 12,775  |
| Ride on the Wind                                                  | - Kiadás dátuma: 2018. július 25. - Kiadó: DSP Media - Formátumok: CD, digitális letöltés  | 7                    | —                    | —                    | 8                    | - KOR: 7,681   |
| Red Moon                                                          | - Kiadás dátuma: 2020. február 12. - Kiadó: DSP Media - Formátumok: CD, digitális letöltés | 10                   | N/A                  | —                    | —                    | - KOR: 6,520   |
| "—" : Nem ért el helyezést, vagy nem jelent meg abban a régióban. |                                                                                            |                      |                      |                      |                      |                |

### Minialbumok
| Cím            | Album részletei                                                                              | Toplistás helyezések | Eladási adatok |
| Cím            | Album részletei                                                                              | KOR                  | Eladási adatok |
| -------------- | -------------------------------------------------------------------------------------------- | -------------------- | -------------- |
| Way with Words | - Kiadás dátuma: 2020. augusztus 26. - Kiadó: DSP Media - Formátumok: CD, digitális letöltés | 12                   | - KOR: 11,474  |

### Kislemezek
| Cím                                                               | Év   | Toplistás helyezések | Toplistás helyezések | Toplistás helyezések | Eladási adatok | Album            |
| Cím                                                               | Év   | KOR                  | FIN Down             | US World             | Eladási adatok | Album            |
| ----------------------------------------------------------------- | ---- | -------------------- | -------------------- | -------------------- | -------------- | ---------------- |
| "Oh NaNa" (ft. Ho Jongdzsi)                                       | 2016 | —                    | —                    | 5                    | N/A            | Hola Hola        |
| "Don't Recall"                                                    | 2017 | —                    | 18                   | 5                    | N/A            | Hola Hola        |
| "Rumor"                                                           | 2017 | —                    | —                    | 3                    | - US: 3,000    | Hola Hola        |
| "Hola Hola"                                                       | 2017 | 76                   | —                    | 4                    | - KOR: 28,983  | Hola Hola        |
| "You in Me"                                                       | 2017 | —                    | —                    | 11                   | - KOR: 12,962  | You & Me         |
| "Ride on the Wind"                                                | 2018 | —                    | —                    | 19                   | N/A            | Ride on the Wind |
| "Bomb Bomb"                                                       | 2019 | —                    | —                    | 3                    | N/A            | Non-album single |
| "Dumb Litty"                                                      | 2019 | —                    | —                    | 3                    | N/A            | Red Moon         |
| "Red Moon"                                                        | 2020 | —                    | —                    | 8                    | N/A            | Red Moon         |
| "Gunshot"                                                         | 2020 | —                    | —                    | 9                    | N/A            | Way with Words   |
| "—" : Nem ért el helyezést, vagy nem jelent meg abban a régióban. |      |                      |                      |                      |                |                  |

### Egyéb toplistás helyezést elért dalok
| Cím                               | Év   | Toplistás helyezések | Album          |
| Cím                               | Év   | US World             | Album          |
| --------------------------------- | ---- | -------------------- | -------------- |
| "I Can't Stop"                    | 2017 | 10                   | Hola Hola      |
| "Living Good" (Special thanks to) | 2017 | 12                   | Hola Hola      |
| "Ah Ee Yeah" (ㅏㅣㅑ)             | 2020 | 20                   | Way with Words |
| "Hold On"                         | 2020 | 24                   | Way with Words |

### Filmzenei hozzájárulások
| Cím                                                               | Év   | Toplistás helyezések | Album                                                |
| Cím                                                               | Év   | KOR                  | Album                                                |
| ----------------------------------------------------------------- | ---- | -------------------- | ---------------------------------------------------- |
| "Here We Now" (이제 우리)                                         | 2017 | —                    | Newlywed Diary 2 OST                                 |
| "Wingless Angel" (날개 잃은 천사)                                 | 2018 | —                    | Immortal Songs: Singing the Legend (Lyricist I Gonu) |
| "—" : Nem ért el helyezést, vagy nem jelent meg abban a régióban. |      |                      |                                                      |

### Album részvételek
| Cím                                   | Év   | Album  |
| ------------------------------------- | ---- | ------ |
| "Lo Siento" (Super Junior feat. KARD) | 2018 | Replay |

## Koncertek
Turnék
- Wild Kard Tour (2017–2019)
- Play Your Kard Right Tour (2019–jelen)

## Videógráfia

### Zenei videók
| Év   | Cím                                                 | Rendező                  | Ref.   |
| ---- | --------------------------------------------------- | ------------------------ | ------ |
| 2016 | "Oh NaNa"                                           | INSP, SUIKO (KOINRUSH)   | [ 48 ] |
| 2017 | "Don't Recall"                                      | INSP, SUIKO (KOINRUSH)   | [ 49 ] |
| 2017 | "Don't Recall" Hidden ver.                          | INSP, SUIKO (KOINRUSH)   |        |
| 2017 | "RUMOR"                                             | INSP, SUIKO (KOINRUSH)   | [ 50 ] |
| 2017 | "RUMOR" Hidden ver.                                 | INSP, SUIKO (KOINRUSH)   |        |
| 2017 | "Hola Hola"                                         | INSP, SUIKO (KOINRUSH)   | [ 51 ] |
| 2017 | "You In Me"                                         | Kim Jongdzso & Ju Szungu | [ 52 ] |
| 2017 | "Trust Me"                                          | Kim Jongdzso & Ju Szungu | [ 52 ] |
| 2018 | "Ride on the Wind"                                  | Kim Jongdzso & Ju Szungu | [ 53 ] |
| 2018 | "Ride on the Wind" Choreography ver.                | Kim Jongdzso & Ju Szungu |        |
| 2018 | "Knockin' On My Heaven's Door" Choreography ver.    | N/A                      |        |
| 2019 | "Bomb Bomb"                                         | Hong Vongi (Zanybros)    | [ 54 ] |
| 2019 | "Bomb Bomb" Performance ver.                        | N/A                      |        |
| 2019 | "Dumb Litty"                                        | Hong Vongi (Zanybros)    | [ 55 ] |
| 2019 | "Dumb Litty" Performance ver. (Black ver.)          | N/A                      |        |
| 2019 | "Dumb Litty" Performance ver. (White ver.)          | N/A                      |        |
| 2019 | "[prod.BM] BM - Habanero"                           | N/A                      |        |
| 2019 | "[prod.BM] BM, J.seph - INFERNO"                    | N/A                      |        |
| 2019 | "[prod.BM/Lyric Video] Somin - Backseat (Feat. BM)" | N/A                      |        |
| 2020 | "RED MOON"                                          | Hong Vongi (Zanybros)    | [ 56 ] |
| 2020 | "ENEMY" Choreography ver.                           | N/A                      |        |
| 2020 | "GO BABY" Choreography ver.                         | N/A                      |        |
| 2020 | "Gunshot"                                           | N/A                      |        |

## Díjak és jelölések

### Asia Artist Awards
| Év   | Előadó | Kategória              | Eredmény |
| 2017 | KARD   | Rookie Award           | Elnyerte |
| 2018 | KARD   | New Wave Award (Music) | Elnyerte |

### CJ E&M America Awards
| Év   | Előadó | Kategória      | Eredmény |
| 2017 | KARD   | Hottest Rookie | Elnyerte |

### Melon Music Awards
| Év   | Előadó | Kategória       | Eredmény |
| 2017 | KARD   | Best New Artist | Jelölve  |

### Seoul Music Awards
| Év   | Előadó | Kategória            | Eredmény |
| 2018 | KARD   | New Artist Award     | Jelölve  |
| 2018 | KARD   | Popularity Award     | Jelölve  |
| 2018 | KARD   | Hallyu Special Award | Jelölve  |

### Korea-China Management Awards
| Év   | Előadó | Kategória               | Eredmény |
| 2019 | KARD   | Asia Rising Star Awards | Elnyerte |

## Fordítás
Ez a szócikk részben vagy egészben  a   Kard (group) című angol Wikipédia-szócikk ezen változatának fordításán alapul.  Az eredeti cikk szerkesztőit annak laptörténete sorolja fel. Ez a jelzés csupán a megfogalmazás eredetét és a szerzői jogokat jelzi, nem szolgál a cikkben szereplő információk forrásmegjelöléseként.